# Ненад Перић
Ненад Перић (Београд, 1979) српски је редовни професор и комуниколог.

## Биографија
Рођен је 1979. године у Београду. Дипломирао је на Факултету драмских уметности Универзитета уметности у Београду 2002. Специјализирао је на Академији сценских уметности у Братислави. Магистарску тезу „Медија планирање–стање и перспективе у Србији” је одбранио 2006. године на Факултету драмских уметности под менторством др Мирјане Николић. Докторску дисертацију „Креирање и евалуација медијске политике на примеру Војску Србије” је одбранио 2008. на Факултету за културу и медије Мегатренд универзитета под менторством др Србобран Бранковић. Завршио је и Војну академију, смер пешадија, чин капетан у рез, заменик командира чете 2006. Радио је у Високој струковној школи за пропаганду и односе са јавношћу као наставник и професор струковних студија 2008—2009, у Accademia del Lusso у Милану као професор 2009—2010, на Универзитету Метрополитан као доцент од 2009, ванредни професор и декан Факултета дигиталних уметности 2013—2016, на Војној академији као гостујући професор Медија и безбедности на Високим студијама безбедности и одбране 2011—2012, у Високој школи за комуникације као гостујући професор 2017—2021, на Факултету за дипломатију и безбедност као редовни професор и шеф Катедре за продукцију културе, уметности и медија 2019, на Факултету друштвених наука Универзитета Привредна академија као редовни професор 2020. и у Институту за српску културу Приштина–Лепосавић као редовни професор од 2021. године. Учествује у пројекту „Пројекција трендова од значаја за безбедност Републике Србије до 2030. године” Института за стратегијска истраживања као научни сарадник од 2021. Члан је уредништва мултидисциплинарног научног часописа Хуманистика од 2018, коуредник мултидисциплинарног научног часописа Middle–East Journal of Scientific Research од 2019, члан савета уредништва научног часописа Quality – Access to Success од 2019. и био је члан уредништва научног часописа Дипломатија и безбедност 2019—2020. Био је редовни члан Друштва Србије за односе са јавношћу 2008—2012, Српског удружења за маркетинг од 2012. и стални члан НДАЕБ 2015—2018. Био је члан научног одбора Прве међународне конференције менаџмент безбедности у спорту Универзитета Унион 2014. и Седме међународне конференције Медији и економија Универзитета у Бањој Луци 2021. Био је коуредник међународног зборника „Брендирање држава и нација: могућности и импликације” Факултета за пословне студије и право 2020. Објавио је четири научне монографије, аутор је преко осамдесет научних чланака у међународним и домаћим научним часописима и једанаест на међународним и домаћим конференцијама. Аутор је две мултимедијалне изложбе и продуцент десет изложби у Београду од 2008, у Музеју примењене уметности, Галерији РТС-а, Међународном културном центру, УК Пароброду, Миксеру, Кући краља Петра I Карађорђевића и Спортском центру Шумице. Истражује маркетинг, менаџмент, комуникологију, теорију медија, културу и уметност. Говори енглески и шпански језик.

## Радови индексирани у WEB of Science
- Тихомир Вранешевић, Ненад Перић, „Comparative Analysis of Consumer Attitudes in Croatia and Serbia According to Domestic and Foreign Brands“, Economic Research, Vol 33:1, 2020. стр: 68—86. ISSN: 1331—677X, ISSN 1848—9664.
- Татјана Мамула Николић, Ненад Перић, Ана Бован, „Тhe Role of Feedback as a Management Tool in Performance Management Program“, Quality – Access to Success, Vol. 21(177), 2020. str: 3—8.
- Ненад Перић, Мирјана Миловановић, Тихомир Вранешевић, „Predicting Customer Loyalty Levels of Professional Customers: The Case of Balkans“, EMC Review, Vol X No. 2, 2020, стр: 319—337. ISSN: 2232—8823, ISSN: 2232—9633.
- Андријана Васић Никчевић, Стефан Алимпић, Ненад Перић, „The Efficiency of Sales Promotion Methods Emphasing the Impulse Behaviour: Case of Serbia“, Quality – Access to Success, Vol. 21(175), 2020. стр: 13—17. ISSN: 1582—2559.
- Тихомир Вранешевић, Ненад Перић, Тајана Марушић, „Perception of Social Media as a Source of Relevant Information“, Zagreb International Review of Economics & Business, Vol. 22, No. 1, 2019, стр: 133—144. ISSN: 1331—5609.
- Мирјана Миловановић, Ненад Перић, „Binary Logistic Regression as a Method of Predicting Customer Dissatisfaction in Resolving Complaints: The Case of Bosnia and Herzegovina”, Serbia and Former Yugoslav Republic of Macedonia, Quality – Access to Success, Vol. 20(173), 2019. стр: 27—31. ISSN: 1582—2559.
- Ненад Перић, Татјана Мамула Николић, Милица Слијепчевић, „Clothes Consumption in RS: a Customer Behaviour Overview“, Теkstilec, 62(2), 2019, стр: 137—147. ISSN: 2350—3696.
- Татјана Мамула, Ненад Перић, Ненад Вујић, „The Contribution of Innovative Leadership Style as an Answer to Global and Business Changes“, Quality – Access to Success, Vol. 20, No. 170/June 2019, стр: 9—14. ISSN: 1582—2559.
- Ненад Перић, Милица Васиљевић Благојевић, „Strategic Management and Crisis PR relationship”, ТТЕМ, Vol. 7, No. 1. 2012, стр: 446—. ISSN: 1840—1503.
- Ненад Перић, „Branding the State and the Nation (The Case of The Republic of Serbia)”, ТТЕМ, Vol. 6, No. 2, 2011, стр: 361—367. ISSN: 1840—1503.